# Kaza

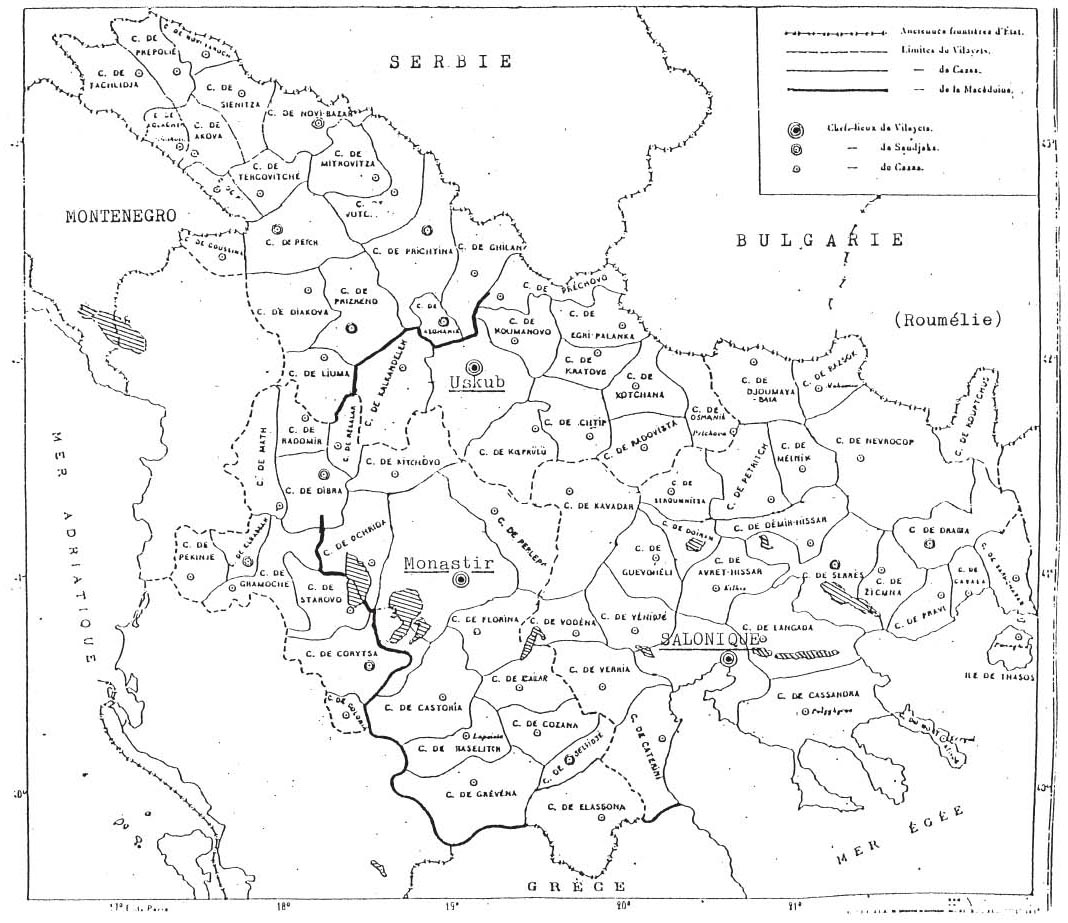
Kazalele din vilaietele Monastir, Kosovo și Salonic ale Imperiului Otoman, înainte de 1912

Kaza (în arabă قضاء, qaḍāʾ, plural: أقضية, aqḍiyah,  turcă otomană kazâ) a fost o diviziune administrativă istorică folosită de Imperiul Otoman care este folosită în prezent în unele state succesoare ale sale. În turca otomană, termenul avea sensul de  „jurisdicție”; uneori termenul a fost  tradus ca „district”, "sub-district" (care se aplică și la nahie), sau  „district juridic”.
Kazaua era o subdiviziune a unui sangeac otoman și corespundea aproximativ unui oraș cu satele înconjurătoare (nahie). Sangeacurile puteau fi împărțite în unități administrative mai mici, kadilukuri⁠(d), uneori echivalente cu kazalele. De asemenea, kazalele erau sau încă sunt diviziuni administrative în țările arabe.

## Imperiul Otoman
În Imperiul Otoman, o kaza era inițial o „zonă geografică supusă jurisdicției juridice și administrative a unui cadiu”.  Odată cu primele reforme ale perioadei Tanzimat din 1839, îndatoririle administrative ale unui cadiu au fost transferate unui guvernator (caimacam), cadiii funcționând ca judecători ai dreptului islamic (șaria).
În epoca Tanzimatului, kazalele au devenit districte administrative odată cu Legea Reformei Provinciale din 1864, care a fost implementată în deceniul următor.  O kaza unifica jurisdicția unui guvernator (caimacam) numit de Ministerul de Interne, a unui trezorier (ofițer principal al finanțelor) și a unui judecător (cadiu) într-o singură unitate administrativă. A făcut parte din eforturile Porții Otomane de a stabili o administrație rațional-uniformă pe întregul imperiu.
Kazalele au fost subdiviziuni ale sangeacurilor otomane și corespundeau aproximativ unui oraș cu satele înconjurătoare (nahie). Kazalele erau împărțite în nahii (fiecare guvernată de un müdür sau mütesellim) și sate (karye, guvernate de muhtari). Revizuirile din 1871 ale legii administrative au stabilit nahiile (care încă erau guvernate de müdür) ca un nivel intermediar între kaza și sat.

## Turcia
Republica Turcia timpurie a continuat să folosească termenul de kaza până când a schimbat denumirea în ilçe (plural ilçeler) în anii 1920.

## Țările arabe
Kazalele au fost diviziuni administrative de nivel secundar și în Siria, dar acum ele se numesc mintaqah-uri (în arabă منطقة‎). 
Termenul de kaza sau qadaa se utilizează pentru a face referire la următoarele: 
- districte/raioane din Irak (al doilea nivel, sub guvernorat)
- districte/raioane din Liban (nivelul al doilea, sub guvernorat)
- sub-districte ale Iordaniei (nivelul al treilea, sub guvernorat și district)
- sub-districte ale Mandatului britanic pentru Palestina
- Districtele Israelului